# Georges Honincks
Georges René Honincks (Namen, 3 juli 1879 - 6 februari 1952) was een Belgisch volksvertegenwoordiger.

## Levensloop
Honincks promoveerde tot doctor in de rechten en vestigde zich als advocaat in Namen.
In 1913 werd hij liberaal volksvertegenwoordiger voor het arrondissement Namen in opvolging van de overleden Joseph Grafé en vervulde dit mandaat tot aan de eerste naoorlogse wetgevende verkiezingen in 1919.